# Amt Burg-Sankt Michaelisdonn
Das Amt Burg-Sankt Michaelisdonn ist ein Amt im Kreis Dithmarschen mit Verwaltungssitz in Burg (Dithmarschen) in Schleswig-Holstein.
Das Amt wurde am 1. Januar 2008 aus den Gemeinden der bisherigen Ämter Kirchspielslandgemeinde Burg-Süderhastedt und Kirchspielslandgemeinde Eddelak-Sankt Michaelisdonn gebildet.

## Amtsangehörige Gemeinden
1. Averlak
2. Brickeln
3. Buchholz
4. Burg (Dithmarschen)
5. Dingen
6. Eddelak
7. Eggstedt
8. Frestedt
9. Großenrade
10. Hochdonn
11. Kuden
12. Quickborn
13. Sankt Michaelisdonn
14. Süderhastedt

## Wappen

Flagge von Amt Burg-Sankt Michaelisdonn

Blasonierung: „In Blau unter der stilisierten silbernen Kanalbrücke bei Hochdonn ein goldenes Flügelkreuz einer holländischen Windmühle über zwei auswärts gewendete silberne Eichenblätter.“